# Domarring

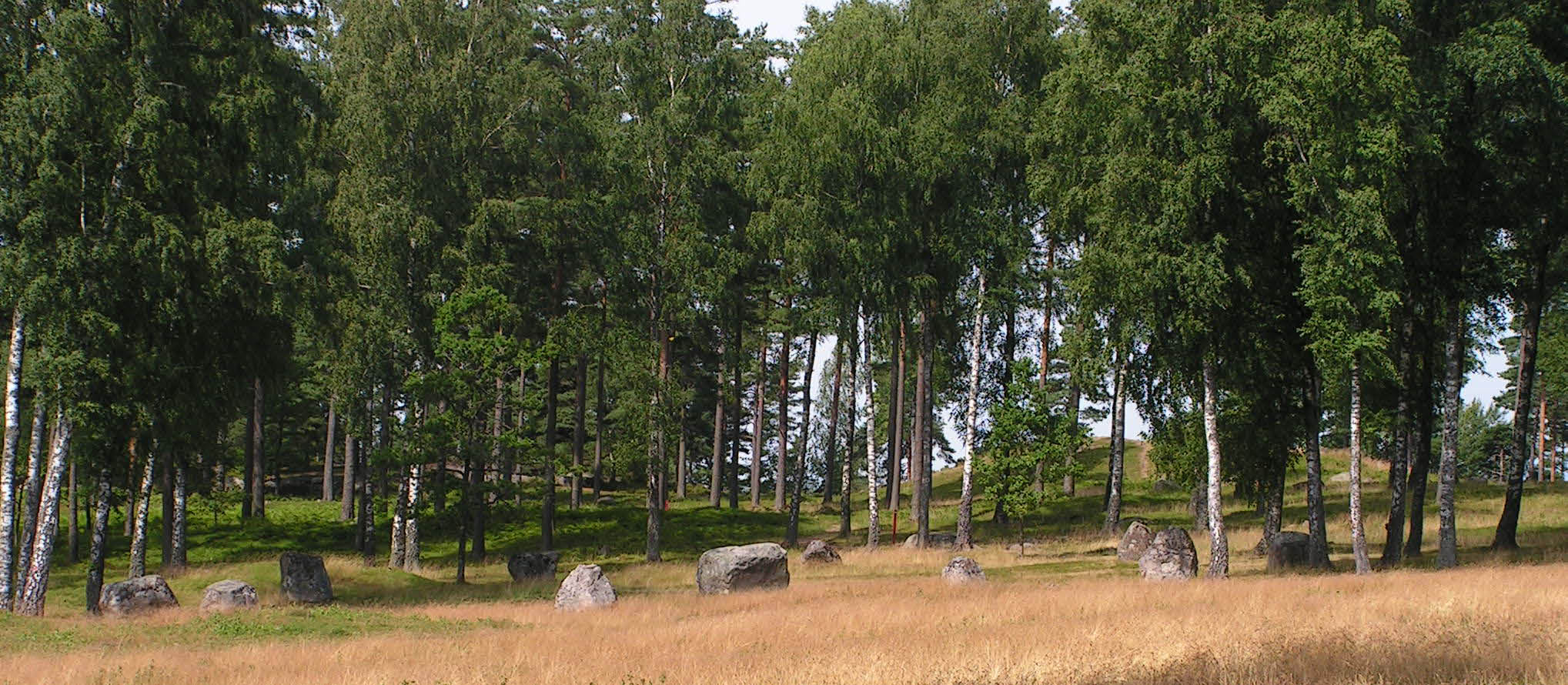
Domarringen vid Blomsholm i Skee socken i Bohuslän.

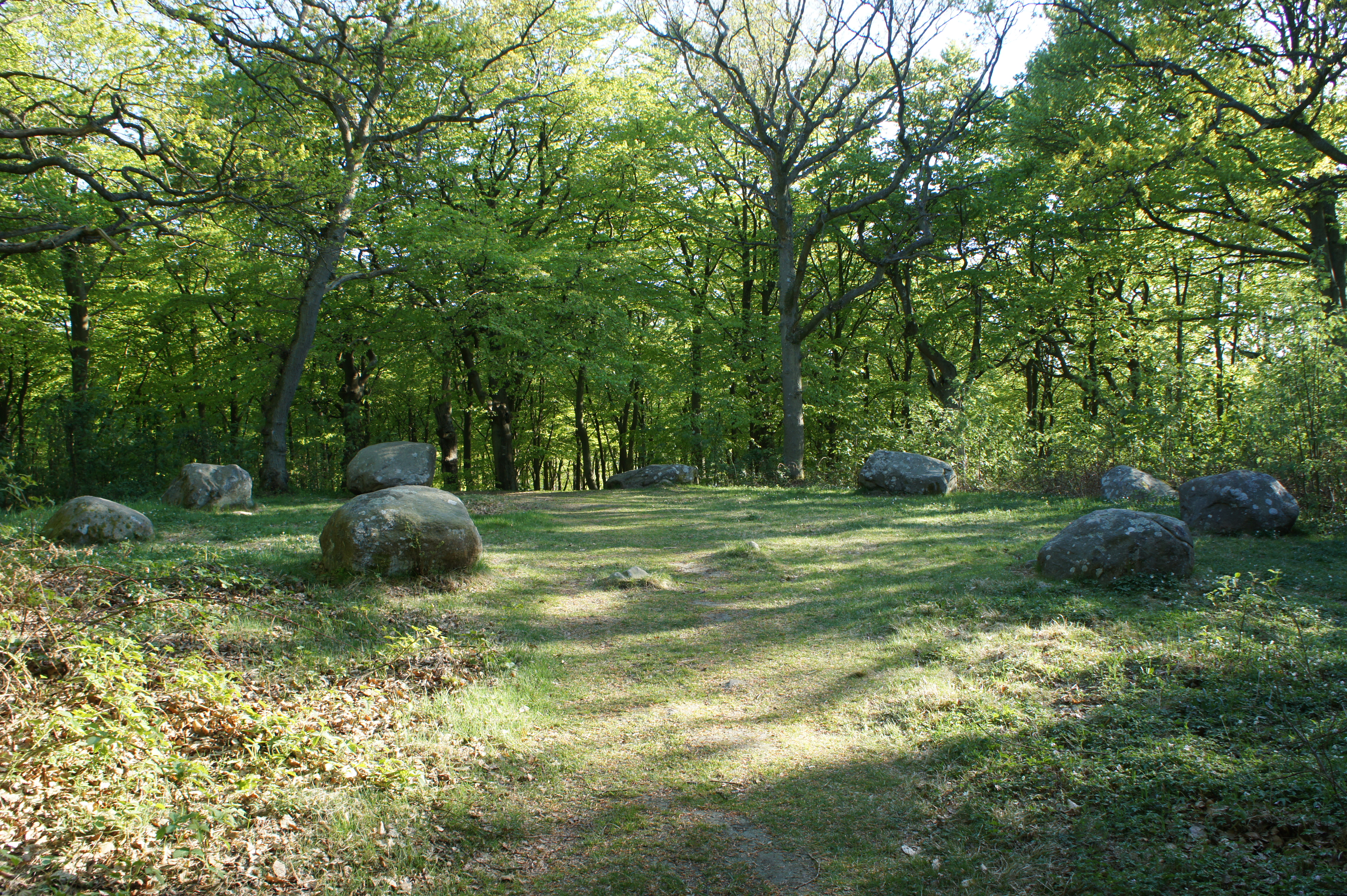
Domarring vid Himmelstorp i Skåne.

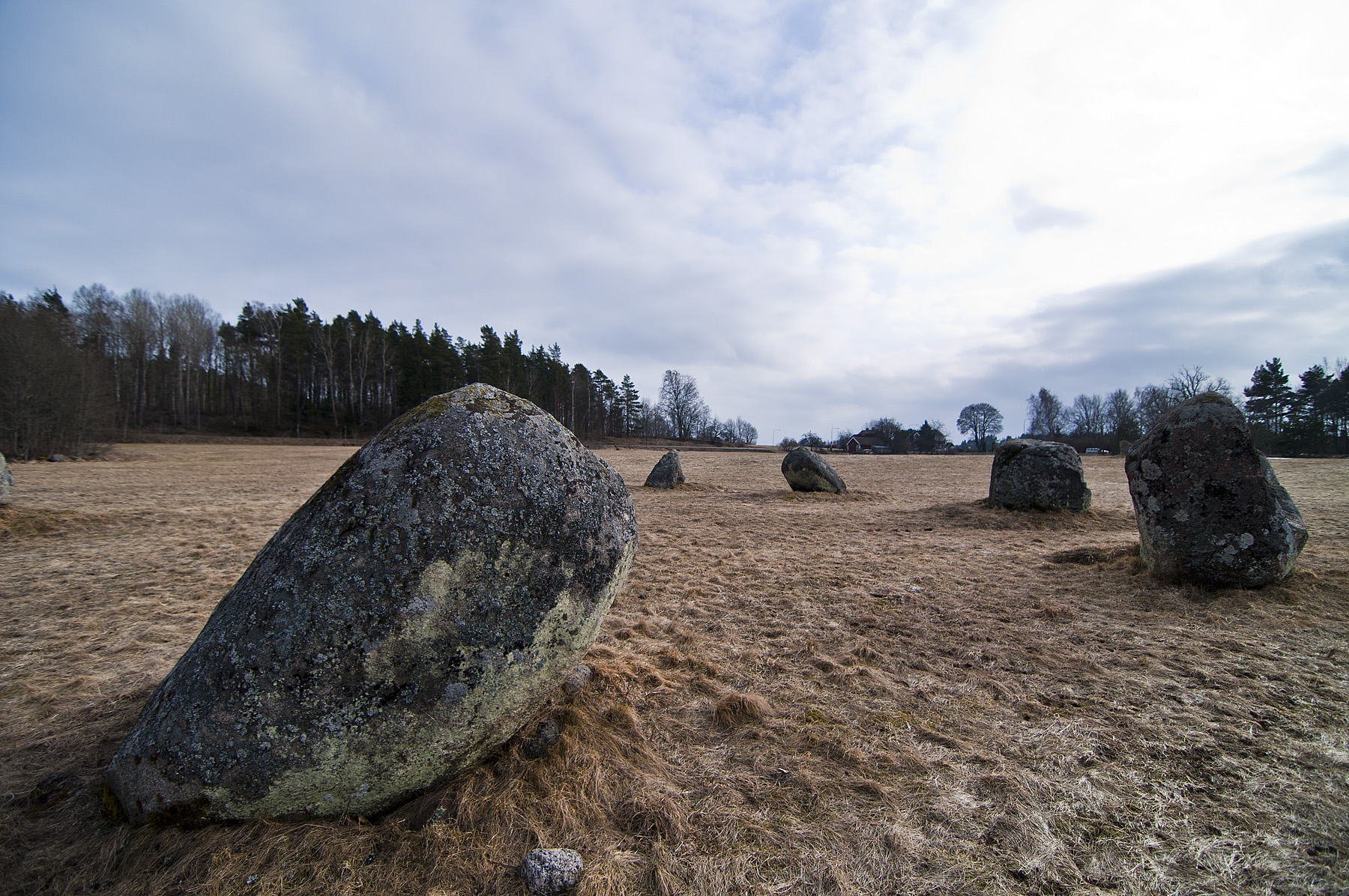
Domarring i Slaka, Linköping.

En domarring är en forntida gravanläggning. Domarringar kom i bruk under slutet av bronsåldern, och var vanligast under folkvandringstiden. Domarringen är en typ av stenkrets där resta stenar eller klumpstenar är glest placerade så att en cirkelform bildas (jämför skeppssättning). Stenarna är ofta udda till antalet, sju eller nio stenar är det vanligaste.[källa behövs]
Namnet kan härledas till en uppfattning under medeltiden om att domarringar var en sorts forntida tingsplatser där man för länge sedan hade fattat rättsliga beslut. På varje sten skulle då en domare eller nämndeman ha suttit. I och med det udda antalet stenar kunde en dom aldrig bli oavgjord. Från järnåldern när stenkretsarna restes finns dock inga tecken som tyder på en sådan funktion. I stället visar sig domarringar vid utgrävning oftast vara ganska fyndfattiga brandgravar.
De flesta av Sveriges domarringar hittar man i Jönköpings län och före detta Skaraborgs län, men de förekommer också i övriga Götaland samt i Mälardalen och Skåne.
Domarringar förekommer också utanför Sverige, bland annat i Polen runt Wisłas utlopp i Östersjön, och i Finland.

## Lista över domarringar i Sverige (urval)
| Domarringar                         | Landskap      | Kommun     | RAÄ-nr      | Diameter | Antal stenar | Anmärkning                                                               |
| ----------------------------------- | ------------- | ---------- | ----------- | -------- | ------------ | ------------------------------------------------------------------------ |
| Blomsholmsringen                    | Bohuslän      | Strömstad  | 339:1       | 36       | 10           | Störst i Sverige, mittblock.                                             |
| Domarring på Trullhalsars gravfält  | Gotland       | Gotland    | 3:1         | 15       | 9            | 26 domarringar på gravfältet.                                            |
| Domarring vid Sjönevad              | Halland       | Falkenberg | 86:1        | 16       | 14           |                                                                          |
| Götriks ring på Broåsens gravfält   | Halland       | Varberg    | 3:1         | 20       | 13           | Nio domarringar på gravfältet.                                           |
| Norrby domarringar                  | Närke         | Hallsberg  | 102:1       | 18       | 9            | Sammanlagt 4 domarringar på gravfältet, den största något oval.          |
| Domarring vid Björkeröd, Kullaberg  | Skåne         | Höganäs    | 11:1        | 8        | 9            |                                                                          |
| Domarring vid Himmelstorps gravfält | Skåne         | Höganäs    | 30:1        | 19       | 9            |                                                                          |
| Domarring vid Skepparps gravfält    | Skåne         | Simrishamn | 33:1        | 15       | 11           |                                                                          |
| Domarring vid Össjö                 | Skåne         | Ängelholm  | 16:1        | 18       | 12           | Rester av en större domarring (30 m i diameter) finns på gravfältet.     |
| Smålandstenar                       | Småland       | Gislaved   | 52:1        | 18       | 20           | 5 domarringar på gravfältet.                                             |
| Tjuvbackarna                        | Småland       | Kalmar     | 1:1         | 19       | 8            | 39 domarringar på gravfältet och angränsande gravfält (Kalmar 5:1).      |
| Kånna högar                         | Småland       | Ljungby    | 24:1        | 16       | 6            | 2 domarringar på gravfältet.                                             |
| Torsa stenar                        | Småland       | Nässjö     | 45:1        | 10       | 9            | 3 domarringar på gravfältet.                                             |
| Domsätet, Fagertofta gravfält       | Småland       | Nässjö     | 23:1        | 10       | 9            | 25 domarringar på gravfältet, en på uppallade stenar.                    |
| Oxhagen, Viad                       | Södermanland  | Botkyrka   | 491:1       | 12       | 7            | 3 domarringar på gravfältet.                                             |
| Dye domarring                       | Värmland      | Karlstad   | 18:1        | 12       | 12           | Oval from, 12x7 m. Stenarna är 0,6-1,4 m h. Dateras till cirka 500 e.kr. |
| Domarring i Åsarp                   | Västergötland | Falköping  | Åsarp 94:3  | 23       | 12           |                                                                          |
| Högarna i Amundtorp                 | Västergötland | Skara      | Lundby 62:1 | 14       | 14           | Gravfält med 3 domarringar                                               |
| Valeberg                            | Västergötland | Vara       | 138:1       | 22       | 9            | 11 domarringar på gravfältet.                                            |
| Hols gärde                          | Västergötland | Vårgårda   | 5:1         | 15       | 9            |                                                                          |
| Hästevads stenar                    | Västergötland | Vänersborg | Tunhem 23:2 | 19       | 8            |                                                                          |
| Domarring på Vi alvar               | Öland         | Borgholm   | 77:1        | 16       |              | Sammanlagt 45 domarringar på gravfältet.                                 |
| Domarring i Köpingsvik              | Öland         | Borgholm   | 38:1        | 17       | 12           | Sammanlagt 7 domarringar på gravfältet.                                  |
| Domarring vid Kungshögarna          | Östergötland  | Mjölby     | 231:1       | 18       | 9            | Ursprungligen 11 stenar. 9 domarringar på gravfältet.                    |